# Aston Rowant
Aston Rowant est une paroisse civile et un village de l'Oxfordshire, en Angleterre.